# Zo srdca
Zo srdca je sbírka novel slovenské autorky Hany Gregorové. Poprvé vyšla v roce 1930. Dílo se zabývá zejména tematikou chudoby, duchovního života, lásky a víry. Velmi často v novelách vystupují osamělí, ale čestní lidé, kteří hledají lásku a chtějí pomáhat ostatním.
V některých novelách se objevuje téma vzpomínek na minulost, postavy z novel vzpomínají na doby, kdy se měli lépe. Většinou jde o velmi chudé lidi, kteří žijí spíše duchovním životem než materiálním, majetek pro ně není příliš důležitý. Často se modlí k Bohu. Převažují novely, ve kterých je hlavní postavou stará žena, která zůstala opuštěná a vzpomíná na své mládí, bilancuje, uvažuje nad svým životem. Sbírka je oslavou života, člověk je ze své přirozenosti jako dobrý a čestný. Smyslem díla je říci, člověk nemusí být bohatý, aby byl šťastný. Důležitá je pro člověka láska, víra v Boha, umění odpouštět a pomáhat druhým.

## Děj novel

### Radosť a melancholia
Radosť a melancholia – o dívce, která vzpomíná na své dětství, pamatuje si obraz zoufalé matky, která se modlí k Bohu

### Stretnutie
Stretnutie – muž se při cestě do nemocnice setkává s mladou dámou, vypráví jí o svém životě, o tom, že měl otce houslistu, který zemřel; nyní žije jen se svou starou matkou, je starý mládenec; návštěvu nemocnice muž stále odkládá, protože se chce dál bavit s tou ženou; vypráví jí o tom, že kvůli svému pití alkoholu přišel o potenciální lásku; nakonec se s dámou loučí a jde do nemocnice

### Geniálny?
Geniálny? – vypráví o umělci, který skládá opery a sám sebe přirovnává k Hamletovi

### Štipka krásy
Štipka krásy – o stařence, které zemřel manžel i syn; nyní je stařenka na trhu a snaží se něco prodat, protože má málo peněz; vzpomíná na svého syna a na to, jaké by to bylo, kdyby žil; prožívá hlubokou duševní bolest, modlí se k Bohu; je období Vánoc, když je doma sama a stýská se jí po manželovi a synovi, najednou slyší pod okny dětské hlasy; cizí děti jí jdou navštívit, stařenka je jim vděčná, je ráda, že je na světě ještě někdo, kdo na ni nezapomněl a díky komu není sama

### Opustená
Opustená – o stařence, která měla těžký životní osud, odešla od ní její životní láska, partner Janko ji opustil a nechal ji samotnou s malou dcerou, posléze zemřela i její dcera; pomáhá jí víra v Boha, chodí do kostela, modlí se, svůj osud si vysvětluje tak, že možná byla smrt jejich společné dcery trestem pro Janka; v novele je zřejmý duševní vývoj hlavní postavy, zatímco dříve křičela, nyní už nekřičela, nebouřila se proti svému osudu; smutek ji změnil v pokorně trpící bytost; nakonec umírá i ona sama

### Zo srdca
Zo srdca – malý chlapec Daniel byl se školou na náměstí, kde vidět vánoční stromek, který byl určen chudým dětem, u stromku je pokladnička, kam mohou ostatní přispívat, aby si chudé děti mohly koupit boty; své matce nadšeně vypráví o stromku, který viděl, matka pere prádlo a nevěnuje pozornost tomu, co Daniel říká; Daniel prosí matku o trochu haléřů, aby mohl přispět, je mu líto chudých dětí, protože sám ví, jak nepříjemná je zima; nakonec požádá cizí paní o korunu, ale lže o tom, že tu korunu má na koupení hvězdy na vánoční stromeček, ve skutečnosti má tu korunu, aby mohl přispět do pokladničky chudým dětem; nemá ze sebe dobrý pocit, sice přispěl, ale nemá radost, protože lhal paní, od které korunu dostal; modlí se k Ježíškovi za odpuštění své lži

### Nič krásnejšieho
Nič krásnejšieho – žena vzpomíná na dobu, kdy byla mladá, hudebně se vzdělávala, chtěla rozumět filosofii, pracovat pro lidstvo, k sociální nápravě, ale osud ji posadil na venkov, kde si připadala zbytečná; novela vypráví o nenaplnění ideálů a snů o seberealizaci, tvrdí, že bez ideálů mládí by byl život pustým, bez duše, mládí dokáže sloužit dobru, bouřit se proti zlu, tím pádem i kráse, ne však v estetickém smyslu, ale v morálním smyslu; v této básni se objevuje i citace básně Jaroslava Vrchlického